# 曹世表
曹世表（474年？—527年？），字景升，魏郡魏县（今河北省魏县东南）人，南北朝北魏军事人物。三国时期曹魏大司马曹休的九世孙，曹庆之子。
曹世表幼年丧父，他举止合乎礼仪，自学博览群书。太和二十三年（499年），经任城王元澄推荐，担任国子助教，后转任司徒记室，与贾思伯、卢同、辛雄等人结为好友。永平年间，被任命为兖州左将军府司马，后因患病卸任。延昌年间，担任清河郡太守，致力于精简官府事务。正光年间，获授前将军、通直散骑常侍之职。正光五年（524年），京兆王元继西征时，曹世表以从事中郎身份随军，因统率水军有方而闻名。返回洛阳后，被任命为司空长史。孝昌年间，山东地区叛乱频发，曹世表持节负责劝降叛乱者，回到洛阳后转任尚书右丞。后来，他获加征虏将军，代理豫州刺史。孝昌三年（527年），南朝梁将领湛僧珍攻占东豫州，豫州百姓刘获、郑辩在州境反叛北魏，暗中接应梁军。北魏朝廷派源子恭接替曹世表前往豫州任职，曹世表则担任东南道行台，率领元安平、元显伯、皇甫邓林等人讨伐梁军。当时梁军占据小殷关阻断交通，而北魏各路将领手下多为残兵，兵力薄弱，只愿坚守城池，不愿主动出击。此时曹世表正患背肿，便乘轿出城，将兵权交给统军是云宝，命其发动奇袭。是云宝在傍晚出兵夜袭，梁军猝不及防，湛僧珍败逃。由于郑辩与源子恭有旧交，便逃到源子恭处躲藏。曹世表召集众多将领和官吏，向源子恭施压，终将郑辩擒获斩杀，并将其首级送往洛阳。之后，曹世表仍以东南道行台身份，再次代管豫州事务。返回洛阳后，他获加左将军之职，兼任尚书东道行台，沿黄河设立镇戍，防备葛荣之乱。抵达青州后，因病去世，享年五十四岁。永熙年间，被追赠平东将军、齐州刺史之职。